# Death Race - Anarchia
Death Race - Anarchia (Death Race: Beyond Anarchy), talvolta noto col titolo Death Race 4: Beyond Anarchy, è un film del 2018 diretto da Don Michael Paul e prodotto da Paul W. S. Anderson.
Si tratta del sequel di Death Race 3 - Inferno diretto nel 2012 da Roel Reiné, e del prequel di Death Race del 2008.

## Trama
Una società di sicurezza privatizzata gestisce lo Sprawl, un'enorme prigione che ospita circa 420.000 detenuti. All'interno, la famosa competizione Death Race (una competizione permanente in cui i detenuti corrono su auto modificate armate con armi pesanti) è stata resa illegale dal nuovo guardiano che è stato assunto dal proprietario della prigione, Weyland International. Gli è stato assegnato il compito di eliminare Frankenstein, il campione e re della corsa alla morte della prigione.
Dopo aver sconfitto un concorrente in una corsa alla morte, Frankenstein arriva ad una festa. Una squadra SWAT della prigione tenta di portarlo fuori. Uccidono diversi detenuti nell'area ma alla fine vengono messi alle strette e massacrati dall'esercito fedele detenuto di Frankenstein. Frankenstein parla al guardiano attraverso una delle loro telecamere del corpo, dicendo che ucciderà ogni uomo che il guardiano manda per ucciderlo. Il guardiano viene ammonito dal suo capo, un dirigente della Weyland International, per non aver ucciso Frankenstein, e lo avverte che ha un'ultima possibilità.
Un elicottero di nuovi prigionieri sorvola lo Sprawl e una guardia spiega le regole della terra. A ciascuno viene dato un rotolo di monete d'argento per aiutare a farsi strada nella prigione. Subito dopo l'atterraggio, "gli sbirri", una banda di prigionieri gestita dal Death Racer Johnny Law, si imbattono nei nuovi detenuti e uccidono la maggior parte di loro. Due sopravvivono ma si rifiutano di consegnare le loro monete. Sconfiggono l'intera banda, dimostrando una tecnica insolitamente abile, e si separano.
Il detenuto maschio, Connor, viene raccolto da un gruppo di donne che vedono il suo impressionante combattimento. Dice che sta cercando Baltimore Bob, un nome che ha sentito per caso mentre era sull'elicottero, che presumibilmente gestisce la Death Races. Lo portano in un bar gestito da Frankenstein, dove Johnny Law sta per essere ucciso per non aver ottenuto tutte le monete dai nuovi detenuti. Connor sconfigge altri due scagnozzi di Frankenstein e Frankenstein lo affronta personalmente. Sebbene non combattano, Connor non mostra paura o rispetto per Frankenstein nei loro scambi. La barista, Jane, collega Connor con Baltimore Bob che ha anche assistito alla sua lotta.
Baltimore Bob porta Connor in prigione e discutono delle Death Races. Partecipano a una partita di qualificazione per la Death Race al Death Pit, dove i motociclisti devono evitare ostacoli e trappole per sopravvivere. L'altro detenuto che ha combattuto gli sbirri all'atterraggio, Gipsy Rose, vince la partita di qualificazione. Quella notte, Jane vede ancora una volta Connor e lo porta a casa sua. Parlano di come sono entrati nello Sprawl. Lei presume che desideri dormire con lei, ma Connor rifiuta la sua sorpresa.
Il giorno successivo, Connor dice a Baltimora Bob che vuole partecipare a una corsa mortale. La sua partita di qualificazione è una corsa a piedi per una torre, che deve salire per reclamare le chiavi di una macchina. Si fa strada verso la torre e prende le chiavi, solo per scoprire che ora deve affrontare il Macellaio, un uomo enorme che trasporta una mazza e una falce. Connor lo sconfigge orribilmente e Frankenstein dice alla sua concubina Carley di portargli Connor. Sotto la doccia, Carley fa un passaggio a Connor, che rifiuta di nuovo. Frankenstein gli dice che se vince la Death Race, diventerà re dello Sprawl e gli chiede se è pronto per quella responsabilità. Dopo l'incontro, Connor va di nuovo a trovare Jane. Questa volta, sembrano iniziare una relazione.
Connor inizia la costruzione del suo Death Racer con Baltimore Bob. La donna che lo ha preso dopo il suo combattimento con gli sbirri chiede di essere il suo copilota, a cui accetta con riluttanza. Passa di nuovo la notte prima della corsa alla morte con Jane, dicendole che prima di arrivare in prigione non aveva nulla di cui preoccuparsi, e implica che ora si preoccupa solo di lei.
La mattina dopo vede l'intera prigione che scende sulla casa di Jane. Esce e si confronta con Frankenstein, che rivela a tutta la prigione che Connor è in realtà il sergente Connor Gibson, un agente speciale inviato al suo interno per ucciderlo. Dichiara che Connor sarà autorizzato a competere nella Death Race, ma molti sono arrabbiati per questo tradimento e lo desiderano morto.
Mentre i Death Racer arrivano sulla linea di partenza, Frankenstein rivela che il suo nuovo copilota sarà la prigioniera Jane, che sta usando come "polizza assicurativa" contro Connor. Durante la Death Race, i concorrenti vengono eliminati uno ad uno, fino a quando rimangono solo Connor, Frankenstein, Johnny Law e Gipsy Rose. Connor, alla fine, viene dirottato da Baltimore Bob. Esegue un salto quasi impossibile di 250 piedi su un ponte abbattuto e torna subito dietro Frankenstein. Johnny Law è eliminato e Gipsy Rose è al terzo posto.
Durante l'ultimo tratto, Connor esaurisce il gas. Frankenstein si gira e Jane lo prega di non uccidere Connor. Frankenstein guida verso Connor e al suo copilota; gli sparano un missile senza effetto. All'ultimo secondo, Gipsy Rose colpisce sulla fiancata Frankenstein. Connor si precipita ad aiutare Jane e Gipsy Rose esce e spara a Frankenstein, uccidendolo. Dice a Connor che un elicottero sarà lì a prenderli presto; Connor si rende conto che anche lei è un agente speciale. Connor, ora diviso tra la sua vita passata e quella nuova con Jane, decide di restare. Baltimore Bob gli dice di indossare la maschera, diventare Frankenstein e gestire lo Sprawl. Prende il cappotto e la maschera di Frankenstein, vince la Death Race e presumibilmente resta allo Sprawl.

## Produzione
Le riprese del film sono state effettuate in Bulgaria.

## Distribuzione
Il film, come il precedente, è uscito il 2 ottobre 2018 solo per il mercato home video, ovvero in DVD e in Blu-ray. Il film è stato distribuito in Italia direttamente in home video dalla Universal.